# DM i markhåndbold 1947
Danmarksmesterskabet i markhåndbold 1947 var det første DM i markhåndbold arrangeret af Dansk Håndbold. Mesterskabet blev afgjort som en cupturnering med deltagelse af lokalunionernes mestre, og vinderen blev IF Ajax, som i finalen besejrede Vejlby-Risskov IK med 14-5.
| Kamp                            | Res. |
| ------------------------------- | ---- |
| IF Ajax – Nakskov HK            | 20–5 |
| IF Ajax – Ringsted IF           | 29–0 |
| Vejlby-Risskov IK – IF Stjernen | 12–7 |
| IF Ajax – Vejlby-Risskov IK     | 14–5 |